# Asima Chatterjee
Asima Chatterjee (ur. 23 września 1917 w Kalkucie, zm. 22 listopada 2006 tamże) – indyjska chemik i botanik. Profesor Uniwersytetu w Kalkucie. Była pierwszą kobietą, która otrzymała stopień doktora nauk na indyjskim uniwersytecie.
Specjalizowała się w zagadnieniach z dziedziny chemii organicznej i fitochemii. Jej najbardziej znaczące prace obejmują badania nad alkaloidami barwinka różyczkowego oraz opracowanie leków przeciwpadaczkowych i leków przeciwmalarycznych. Była także autorką prac o roślinach leczniczych subkontynentu indyjskiego.
Nominowana została przez prezydenta Indii na członkinię Rajya Sabha – izby wyższej indyjskiego parlamentu federalnego (luty 1982–maj 1990). Reprezentowała też Indie w UNESCO.

## Życiorys

### Dzieciństwo
Asima Chatterjee (z domu Mookerjee) urodziła się 23 września 1917. Była najstarszym z dwójki dzieci lekarza Indry Narayana Mukherjee i jego żony Kamali Devi. Chatterjee dorastała w Kalkucie w rodzinie z klasy średniej, gdzie zachęcono ją do zdobycia wykształcenia. Jej ojciec interesował się botaniką, a Chatterjee podzielała jego zainteresowanie. Ukończyła z wyróżnieniem chemię w Scottish Church College na Uniwersytecie w Kalkucie w 1936 roku.

### Praca akademicka
Asima Chatterjee uzyskała tytuł magistra (1938) i doktora (1944) chemii organicznej na Uniwersytecie w Kalkucie. Była pierwszą Hinduską, która uzyskała doktorat z nauk ścisłych. Jej badania doktoranckie koncentrowały się głównie na chemii produktów roślinnych i syntetycznej chemii organicznej. Jej nauczycielami w tym czasie byli między innymi Prafulla Chandra Roy i Satyendra Nath Bose. Ponadto Asima nabywała doświadczenie naukowe na Uniwersytecie Wisconsin w Madison oraz w California Institute of Technology wraz z László Zechmeisterem.
Początkowo pracowała w Lady Brabourne College na Uniwersytecie w Kalkucie i założyła tam Wydział Chemii. W 1954 Asima Chatterjee przeniosła się do University College of Science na Uniwersytecie w Kalkucie. W latach 1962–1982 była profesorem Wydziału Chemii Uniwersytetu w Kalkucie.

## Osiągnięcia naukowe
Badania Chatterjee koncentrowały się na chemii produktów naturalnych i zaowocowały lekami przeciwpadaczkowymi, przeciwmalarycznymi i chemioterapeutycznymi. Spędziła około czterdziestu lat badając różne związki alkaloidów. Odkryła także właściwości przeciwpadaczkowe w roślinach z rodzaju Marsilea minuta i właściwości przeciwmalaryczne w Alstonii szkolnej, Niebielistce, Picrorhiza kurroa i Brezylce. Nie wykazano jednak, aby środki te były konkurencyjne klinicznie z lekami stosowanymi obecnie w tych schorzeniach. Jej praca doprowadziła do opracowania leku przeciwpadaczkowego o nazwie Ayush-56 i kilku leków przeciwmalarycznych.
Chatterjee napisała również około 400 artykułów, które zostały opublikowane w czasopismach krajowych i międzynarodowych.
Chatterjee ma na swoim koncie następujące osiągnięcia naukowe:
- Rozpoczęła badania alkaloidów w roślinie Rauwolfia canescens.
- Zbadała chemię prawie wszystkich głównych rodzajów alkaloidów indolowych.
- Wniosła wkład w wyjaśnienie struktury i stereochemii ajmalicyny i sarpaginy .
- Autorka pierwszej sugerowanej stereo-konfiguracji sarpaginy.
- Wyizolowała i scharakteryzowała geissoschizynę, kluczowy prekursor w biogenezie alkaloidów indolowych w roślinie Rhazya stricta .
- Przeprowadziła badania syntetyczne nad wieloma złożonymi alkaloidami indolu, chinoliny i izochinoliny.
- Opracowała metody otrzymywania beta-fenyloetanoloamin w związku z syntezą alkaloidów.
- Wyjaśniła strukturę luwangetyny izolowanej z rośliny Luvanga scandens.
- Badała działanie kwasów Lewisa na prenylowane kumaryny i opracowała proste drogi syntetyczne do numerowanego szeregu złożonych układów kumaryn.
- Zbadała mechanizm katalizowanego kwasem rozszczepienia hydraminy przez beta-fenyloetanoloaminy.
- Wprowadziła zastosowanie kwasu nadjodowego jako odczynnika do wykrywania i lokalizacji zarówno końcowych, jak i egzocyklicznych wiązań podwójnych w związkach organicznych.

## Nagrody i wyróżnienia
- Była stypendystką Premchanda Roychanda na Uniwersytecie w Kalkucie[8].
- W 1972 została mianowana Honorowym Koordynatorem Programu Specjalnej Pomocy, mającego na celu zintensyfikowanie nauczania i badań w dziedzinie chemii produktów naturalnych, zatwierdzonego przez Indian University Grants Commission[2].
- W 1960 roku została wybrana członkiem Hinduskiej Narodowej Akademii Nauk w Nowym Delhi[2]
- W 1961 roku otrzymała nagrodę Shanti Swarup Bhatnagar w dziedzinie nauk chemicznych, stając się pierwszą kobietą, która otrzymała tę nagrodę[2].
- W 1975 roku otrzymała Order Padma Bhushan i została pierwszą kobietą-naukowcem, którą wybrano na prezesa Stowarzyszenia Nauki Hinduskiej[2].
- Otrzymała tytuł doktora honoris causa kilku uniwersytetów[2].
- 23 września 2017, w setną rocznicę urodzin badaczki, wyszukiwarka Google uhonorowała jej postać poprzez spersonalizowany Google Doodle[5]